# Ocean's Eleven
Ocean's Eleven (bra: Onze Homens e Um Segredo; prt: Ocean's Eleven - Façam as Vossas Apostas, ou Ocean's Eleven: Façam as Vossas Apostas) é um filme australo-estadunidense de 2001, dos gêneros suspense, comédia e policial, dirigido por Steven Soderbergh, com roteiro de Ted Griffin baseado nos personagens criados por George Clayton Johnson, Jack Golden Russell, Harry Brown e Charles Lederer para o filme homônimo de 1960.
Sucesso de crítica e bilheteria, Ocean's Eleven teria duas sequências — Ocean's Twelve (2004) e Ocean's Thirteen (2007) — ambas de Soderbergh, resultando na chamada "Trilogia Ocean's". 

## Sinopse
Ao sair da prisão, Daniel Ocean (George Clooney) burla sua condicional e viaja para a Califórnia para encontrar o antigo parceiro Rusty Ryan (Brad Pitt). Os dois vão para Las Vegas, onde orquestram um ambicioso plano com o empresário Reuben Tishkoff (Elliott Gould). O plano de suas vidas incluía roubar os cofres de Bellagio, The Mirage e MGM Grand - os três maiores cassinos de Las Vegas - em uma única noite. Reuben, por conhecer os sistemas de segurança da cidade, já prevê que o plano pode fracassar, mas aceita financiar a gangue somente pela ideia de superar seu rival Terry Benedict (Andy García), o dono dos cassinos. Como a Comissão de Jogos de Nevada determina que os cassinos tenham caixa o suficiente para cobrir o volume de suas apostas, os três calculam que o roubo pode chegar a 150 milhões de dólares.
Danny e Rusty recrutam outros oito parceiros especialistas em roubos: o jovem batedor de carteiras Linus Caldwell (Matt Damon); Frank Catton (Bernie Mac), um crupiê vigarista; Virgil (Casey Affleck) e Turk Malloy (Scott Caan), uma dupla de mecânicos trapaceiros; Livingston Dell (Eddie Jemison), especialista em eletrônicos; Basher Tarr (Don Cheadle), especialista em explosivos; Saul Bloom (Carl Reiner), um impostor já aposentado; e "O Maravilhoso" Yen (Shaobo Qin), um talentoso acrobata. Enquanto uma parte da equipe passa dias disfarçada no Bellagio observando a rotina e o esquema de segurança e estudando o próprio prédio, outra parte estudam uma forma de invadir o avançado cofre, burlando a segurança. Durante a fase de planejamento do grande roubo, os colegas descobrem que Danny já havia se envolvido com a atual namorada de Benedict, Tess (Julia Roberts). Rusty insiste que o romance do passado poderia afetar as emoções de Danny e pôr o plano por água a baixo.
Danny vai para o hotel e confronta Benedict, que conforme o planejado, o prende em uma das salas para ser espancado por Bruiser. No entanto, Bruiser está do lado de Danny e o deixa escapar pela ventilação. Enquanto isso, Linus, fingindo ser um agente da Comissão de Jogos de Nevada, adverte que 'Ramon Escalante', um dos funcionários de Benedict, é na verdade um impostor. Numa briga ensaiada diante de Benedict, Linus consegue roubar sua chave de acesso ao cofre. Em seguida, o acrobata Yen é disfarçadamente levado para o interior do cofre pelos irmãos Malloy, que pretendem ativar a bomba por computador. Saul, disfarçado como um rico comerciante de armas europeu, consegue alojar a bomba (guardada em uma pasta comum), no interior do cofre sendo depois desmascarado por Rusty.
Conforme o planejado pela quadrilha, Basher ativa um pulso eletromagnético desativando temporariamente a energia de toda a Strip e distraindo a equipe do cassino enquanto Linus e Danny descem pelo elevador. Enquanto Benedict tenta retomar a ordem no cassino, Rusty o contacta através do celular deixado por Danny no bolso de Tess. Rusty conta sobre o plano e pede que veja o cofre sendo saqueado através das câmeras, exigindo que o próprio Benedict coopere com o roubo para que o dinheiro não seja destruído. Após a fuga, a van com o dinheiro é perseguida por uma equipe da S.W.A.T. enquanto o grupo se envolve em um intenso tiroteio no saguão do hotel.
Os capangas de Benedict acabam descobrindo que a van é conduzida por controle remoto e que, ao invés do dinheiro, carregava toneladas de papéis. Benedict descobre que o vídeo demonstrando o roubo ao cofre havia sido uma simulação pré-gravada em uma replica do local. O restante do grupo atuou como os tais agentes da S.W.A.T. e levou o restante do dinheiro. Ao retornar para o hotel, Benedict reencontra Danny na mesma sala onde o havia deixado, conforme o plano do ladrão para que não fosse associado ao roubo.

## Elenco

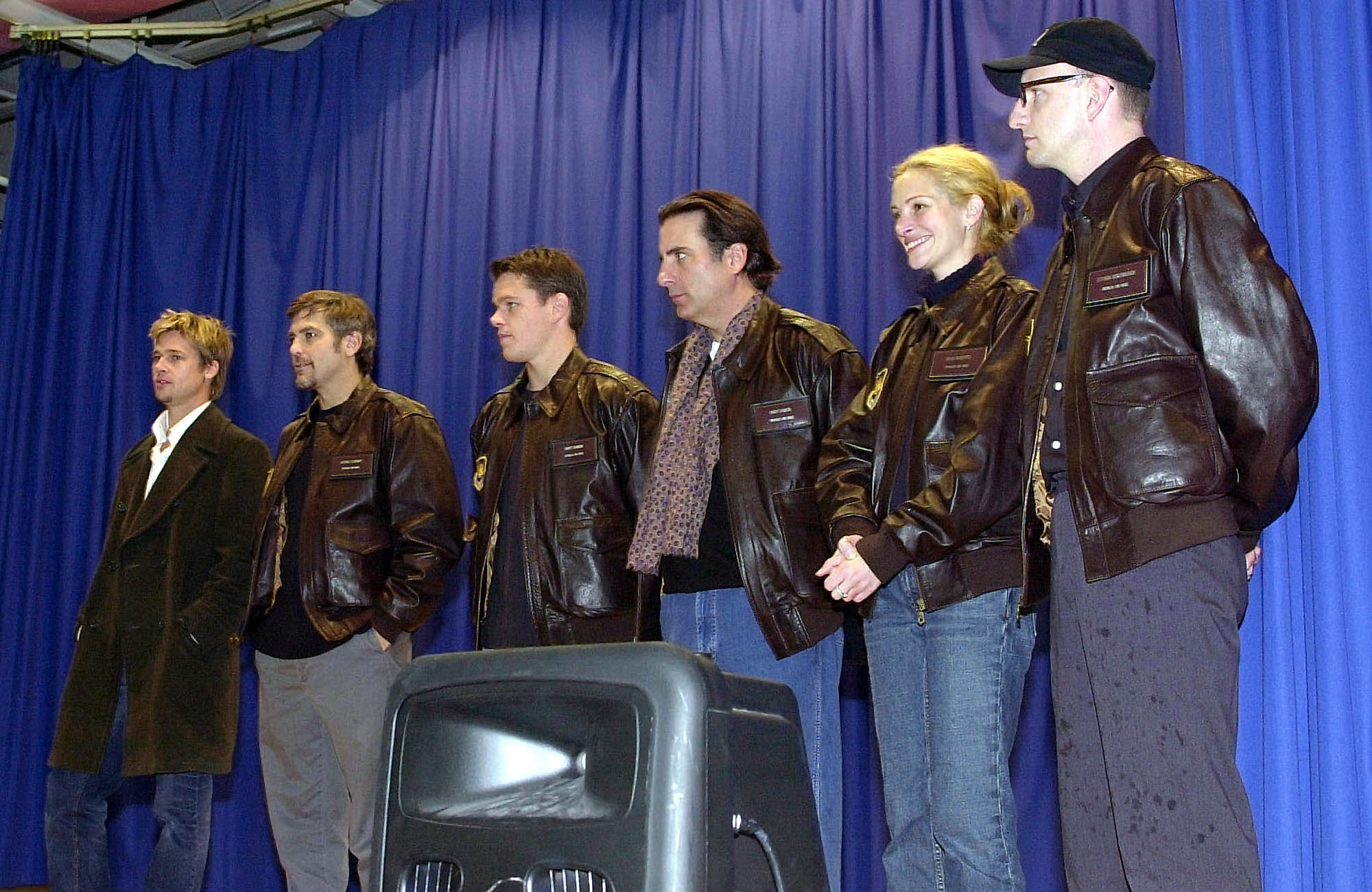
Parte do elenco do filme Ocean's Eleven de 2001 na Base Aérea de İncirlik, Turquia. O elenco da esquerda para a direita é Brad Pitt, George Clooney, Matt Damon, Andy Garcia, Julia Roberts e diretor, Steven Soderbergh.

### Ocean's Eleven
Em ordem de recrutamento:
1. George Clooney como Danny Ocean
2. Bernie Mac como Frank Catton
3. Brad Pitt como Rusty Ryan
4. Elliott Gould como Reuben Tishkoff
5. Casey Affleck como Virgil Malloy
6. Scott Caan como Turk Malloy
7. Eddie Jemison como Livingston Dell
8. Don Cheadle como Basher Tarr
9. Shaobo Qin como "The Amazing" Yen
10. Carl Reiner como Saul Bloom
11. Matt Damon como Linus Caldwell

### Outros membros do elenco principal
- Andy García como Terry Benedict
- Julia Roberts como Tess Ocean

### Aparições
- Cinco atores de televisão fazem aparições como a si mesmos, sendo ensinados a jogar poker com Rusty:
  - Holly Marie Combs
  - Topher Grace
  - Joshua Jackson
  - Barry Watson
  - Shane West
- Steven Soderbergh como um dos assaltantes de bancos com Basher
- Angie Dickinson como ela mesma - apareceu no filme original
- Henry Silva como a si mesmo - apareceu no filme original
- Siegfried and Roy como a si mesmos
- Wayne Newton como ele mesmo
- Wladimir Klitschko como pugilista
- Lennox Lewis como pugilista
- Jerry Weintraub como um jogador high-roller
- John Erickson (golfista) (Golf Pro) como patrono casino em "Almoço com Reuben" cena de flashback

## Recepção

### Bilheteria
Ocean's Eleven teve um orçamento de cerca de US$ 85 milhões. Em sua semana de estréia, o filme arrecadou uma estimativa de $38 milhões e foi a maior bilheteria do fim de semana.[carece de fontes?] O filme arrecadou US$ 183,4 milhões nos Estados Unidos e US$ 267,3 milhões no exterior, totalizando US$ 450,7 milhões no mundo.

## Principais prêmios e indicações
César (França)
- Recebeu uma indicação na categoria de melhor filme estrangeiro[carece de fontes?]

MTV Movie Awards (EUA)
- Recebeu uma indicação na categoria de melhor equipe[carece de fontes?]

## Adaptações
Takarazuka Revue adaptou o filme como um musical no Japão em 2011-2012 (Takarazuka Grand Theater; Tokyo Takarazuka Theater). A produção foi realizada pela Star Troupe e o elenco inclui Reon Yuzuki como Danny Ocean, Nene Yumesaki como Tess Ocean e Shio Suzumi como Rusty Ryan.

## Música
- "Cha Cha Cha" escrito por James D'Angelo, Leo Johns, Jimmy Kelleher, Marc Lanjean, Henri Salvador e Marcel Stellman; realizada por Jimmy Luxury e The Tommy Rome Orchestra
- "The Projects" (P Jays) escrito por Dan Nakamura, Paul Huston, Tarin Jones e Trugoy The Dove (como David Jolicoeur); realizada Handsome Boy Modeling School" com De La Soul (as Trugoy (De La Soul)) e Del (como Del Tha Funkee Homosapien)
- "Papa Loves Mambo" escrito por Al Hoffman, Dick Manning e Bickley Reichner; realizada Perry Como
- "Take My Breath Away" escrito por Giorgio Moroder e Tom Whitlock; realizada por Berlin
- "Spirit in the Sky" escrito e realizada por Norman Greenbaum
- "Blues in the Night" escrito por Harold Arlen e Johnny Mercer; realizada por Quincy Jones
- "Caravan" escrito por Duke Ellington e Juan Tizol;  realizada por Arthur Lyman
- "A Little Less Conversation" escrito por Billy Strange e Mac Davis; realizada por Elvis Presley
- "Gritty Shaker" escrito e realizada por David Holmes
- "Spanish Flea" escrito por Julius Wechter; realizada por Powerpack Orchestra
- "Misty" composto por Erroll Garner; realizada Liberace
- "Dream, Dream, Dream" escrito por Jimmy McHugh, Jean Pierre Mottier, Mitchell Parish e Jeannine Melle; performed by Percy Faith e His Orchestra
- "Moon River" escrito por Henry Mancini e Johnny Mercer; realizada por Liberace
- "Theme From A Summer Place" escrito por Max Steiner
- "Theme For Young Lovers" escrito e realizado por Percy Faith and His Orchestra
- "69 Police" escrito por David Holmes, Phil Mossman, Darren Morris, Italo Salizzato, Aldo Tagliapietra, Stanley Walden e Giovanni Smeraldi; realizada por David Holmes
- "Clair de Lune" escrito por Claude Debussy e organizado por Lucien Cailliet; realizada por The Philadelphia Orchestra; conduzida por Eugene Ormandy